# 유로

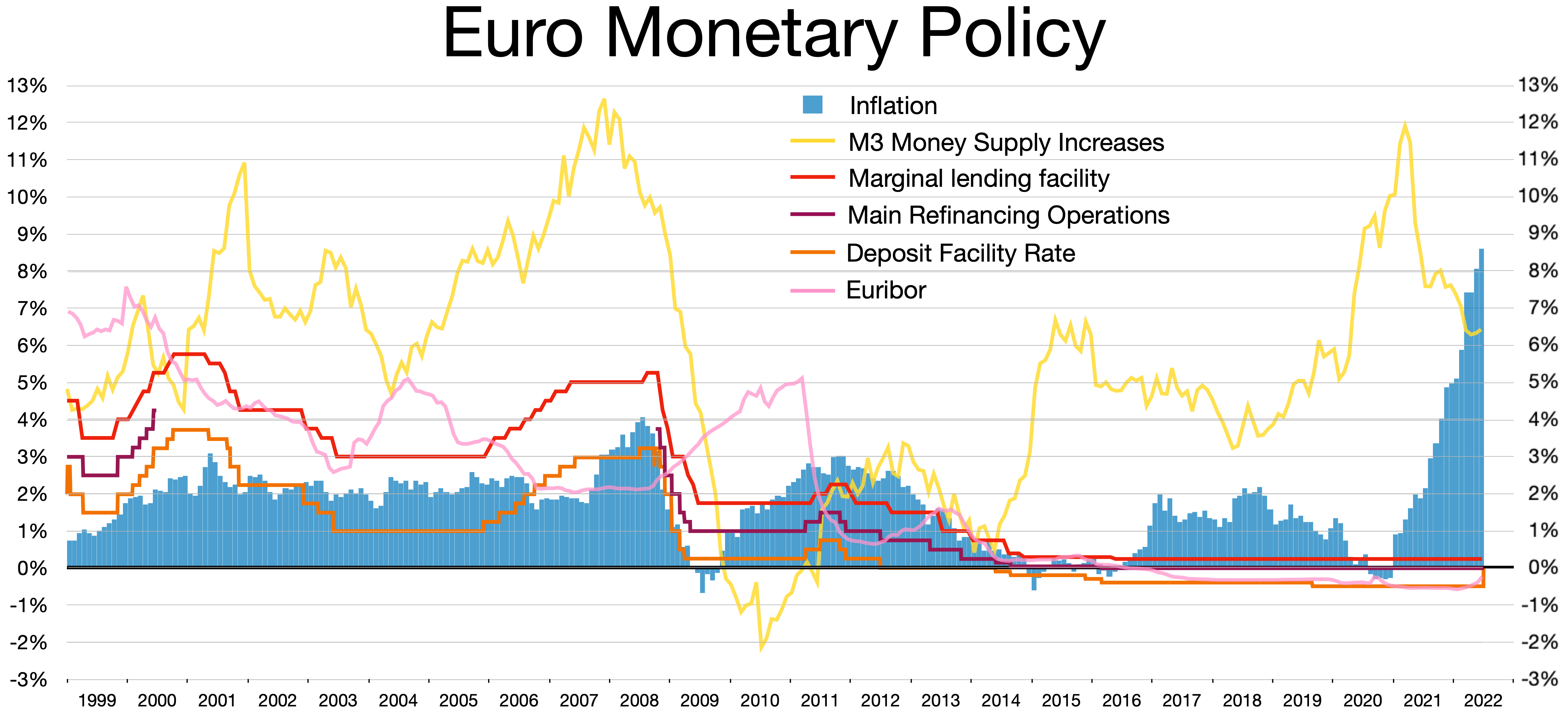
유로 통화 정책
유로 존 인플레이션 연도/연도
M3 통화 공급량 증가
한계 대출 시설
주요 재융자 작업
예금 설비율
유리보

유로(기호: €; 코드: EUR, 영어: euro)는 유럽 연합(EU)의 27개 회원국 중 20개국이 사용하는 공식 통화이다. 이 국가들의 그룹은 유로존 또는, 공식적으로 유로 지역으로 알려져 있으며, 2019년 기준 약 3억 4천만 명의 시민을 포함한다. 유로는 100센트로 나뉜다.
이 통화는 또한 유럽 연합의 기구, EU 회원국이 아닌 4개의 유럽 소국, 아크로티리 데켈리아의 영국 해외 영토, 그리고 몬테네그로와 코소보에 의해 일방적으로 사용된다. 유럽 밖에서는, 유럽 연합 회원국의 특별 영토들이 또한 유로화를 통화로 사용하고 있다. 게다가, 전 세계적으로 2억 명 이상의 사람들이 유로에 고정된 통화를 사용한다.
2013년 기준, 유로는 미국 달러 다음으로 세계에서 두 번째로 큰 준비 통화이자 세계에서 두 번째로 가장 많이 거래되는 통화이다. 2019년 12월 기준, 1조 3,000억 유로 이상의 유통중이며, 유로는 세계에서 유통되는 지폐와 동전의 합계 가치가 가장 높은 국가 중 하나이다.

## 특징

### 관리

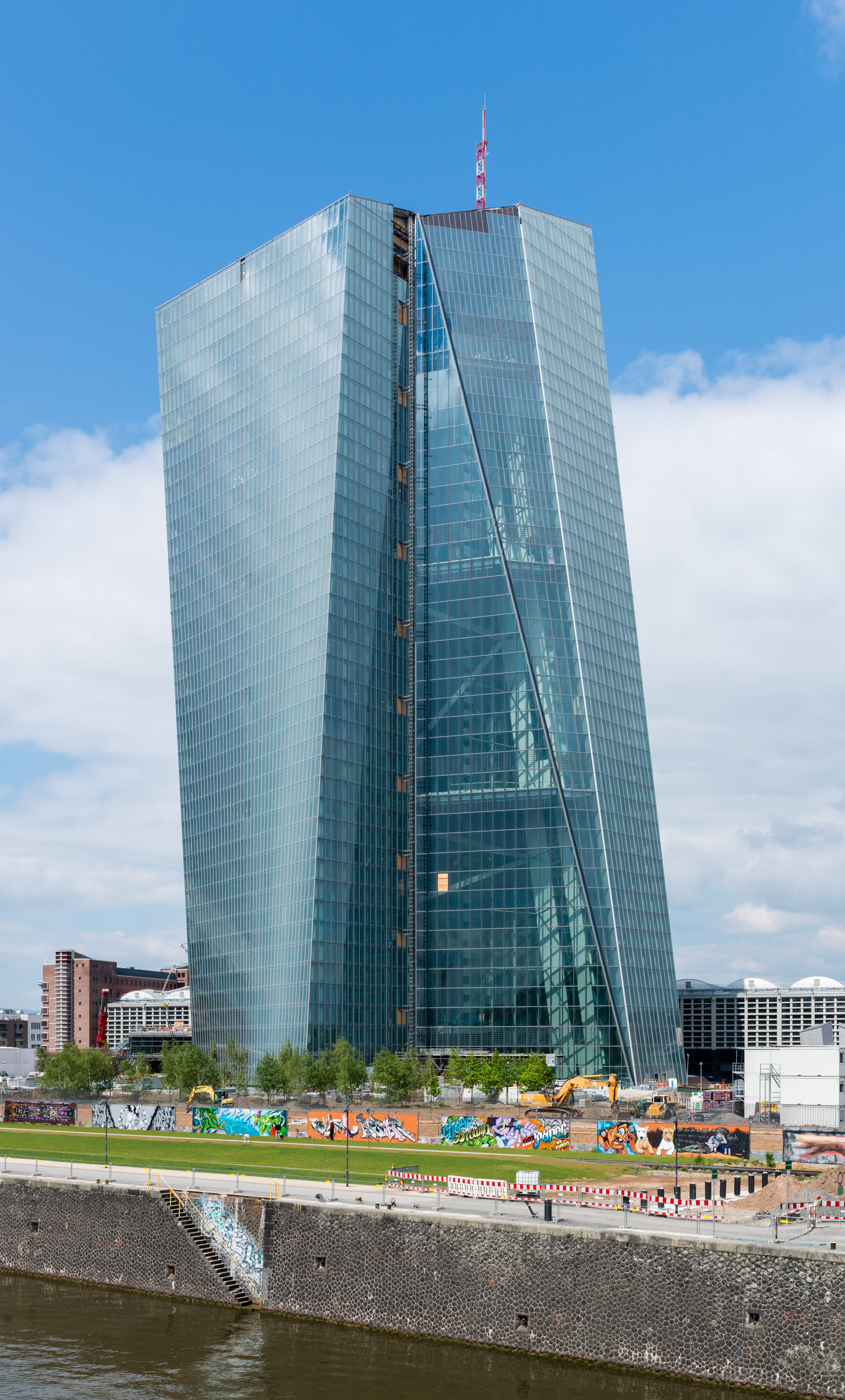
유럽 중앙은행은 독일 프랑크푸르트에 자리 잡고 있으며, 유로존의 통화정책을 담당하고 있다.

유로는 독일 프랑크푸르트에 본부를 둔 유럽 중앙은행(ECB)과 유로존의 중앙 은행 역할을 하고 있는 유로시스템이 관리하고 발행한다. 유럽 중앙은행은 독립적인 중앙 은행으로서 통화 정책에 대하여 단독 권한을 행사한다. 유로시스템은 유럽 연합 가입국의 유로 지폐와 주화를 발행하고 유럽의 상환 시스템의 가동을 효과적으로 이행하는 역할을 수행한다.
유럽 연합의 국가들이 1992년 마스트리흐트 조약에 가입하면 유로존에 가입하여 유로를 쓸 수 있지만 모든 유럽 연합 가입국들이 유로를 자신들의 통화로 채택한 것은 아니다. 1993년 마스트리히트 조약이 발효되면서 저변에 깔려 있던 이행 사항은 시일이 지나면 적법한 절차를 밟아 유로화를 각국의 통화로 통합해 나가는 것이었다. 그러나 영국과 덴마크는 유럽 연합과 협상을 벌여 유럽 연합 세력권 안에 있되, 자신들의 통화 단위를 계속 유지하기로 결정했다. 스웨덴의 경우 2003년 법 개정 당시 유로화의 사용을 거부함에 따라 유로존의 경제 통합 문제와 정치적 문제 등의 이유로 유럽 연합에 가입하지 못하고 있다. 게다가 바티칸 시국, 모나코, 산마리노 등의 유럽 극소국들은 실질적인 유럽 연합 회원국이 아님에도 주변국과 유럽 내에서의 용이성을 위해 유로화의 통용을 허용하고 있다.

### 유로존 멤버
유로존 소속 20개국은 다음과 같다.

- 오스트리아
- 벨기에
- 키프로스[note 1]
- 에스토니아
- 핀란드
- 프랑스[note 2]
- 독일
- 그리스
- 아일랜드
- 이탈리아
- 라트비아
- 리투아니아
- 룩셈부르크
- 몰타
- 네덜란드[note 3]
- 포르투갈
- 슬로바키아
- 슬로베니아
- 스페인
- 크로아티아[note 4]

### 다른 사용국
통화 협정이 체결된 미소 국가:
- 안도라[13]
- 모나코[14]
- 산마리노[15]
- 바티칸 시국[16]

유럽 연합 특별 영토
- 프랑스령 남방 및 남극 지역
- 생바르텔레미
- 생피에르 미클롱[17]

일방적 채택자
- 코소보[18]
- 몬테네그로[note 5]

### 주화
유로는 100센트로 나뉘며, 미국 센트 특정 국가의 옛 통화와 구별할 때는 유로 센트라고 부르기도 한다. 유통되는 모든 유로 주화에는 공통 도안이 있고, 여기에는 옛 유럽 연합 가입국 15개국을 배경으로 액면가가 들어가 있다. 발행국에 따라 2007년~2008년부터 유럽의 지도로 대체되기도 했다. 때문에 유로 주화에 노르웨이 등 유럽 연합 비가입국도 나타나게 되었다. 주화의 반대쪽 면의 도안은 발행국에서 결정하며, 유로화를 도입한 나라에서는 어디에서든지 통용 가능하다.
유로 주화는 1, 2, 5, 10, 20, 50유로센트, 1, 2유로 주화가 있다.
액면가 2유로에 해당되는 기념주화는 반대쪽 면 국가별 고유 도안에 변화를 주어 발행되었다(대표적 예로 2004년 하계 올림픽 당시의 그리스 유로가 있다). 이러한 2유로 주화는 유로존에서는 법정 통화이다. 다양한 액면 가치를 갖고 있는 주화이지만 실질적인 일반 통화로 사용하려는 목적은 아니다. 나중에 발행된 주화의 경우 오직 그 주화를 발행한 국가에서만 법정 화폐로 인정되었다. 그리고 일부 국가에서는 자체적으로 1/4€, 1.50€, 2.50€, 3€, 5€, 7.50€, 10€과 같은 일반주화의 단위와 겹치지 않게 무게와 재질을 종류별로 달리하여 (일부는 순은으로) 기념주화를 법정화폐로 발행하고 있으며 주로 수집가들 사이에서만 액면가보다는 약간 높게 유통(거래)되고 있다고 한다.

### 지폐

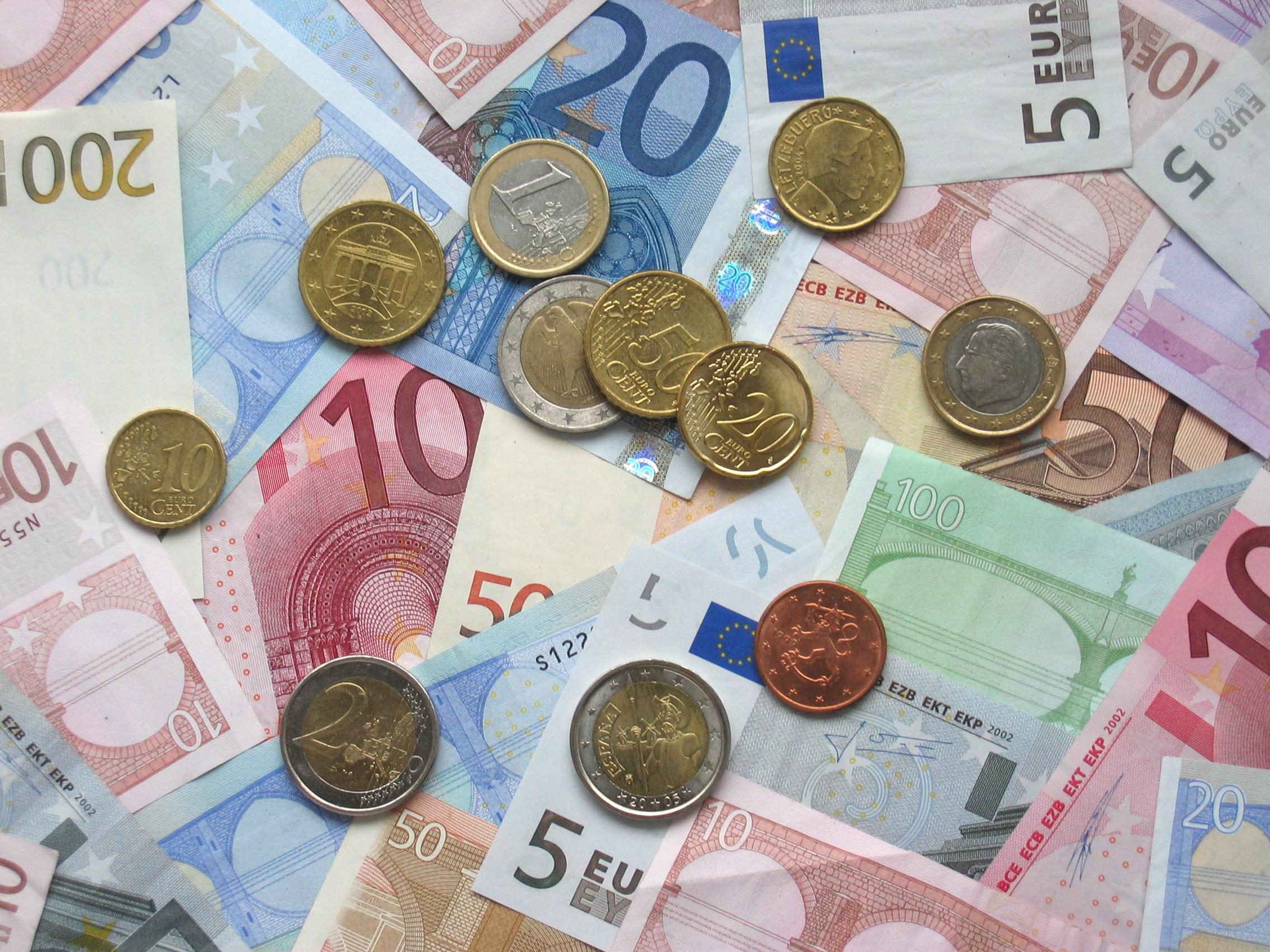
유로 주화들과 다양한 액면들의 지폐들

모든 유로 지폐의 면은 공통 도안이다. 5, 10, 20, 50, 100, 200, 500유로 지폐가 발행되며 각각의 디자인은 여러 예술사를 대표하는 유럽의 건축물이라는 공통의 디자인을 가지고 도안된다. 지폐 앞면에는 창문과 문, 뒷면에는 다리(교각)가(이) 그려져 있으며 이는 실제 존재하는 기념물을 나타냈다고 인식되지 않도록 고안되었다. 500유로 등의 고액권은 일부 국가에서 발행되지 않으나 유로존에서는 법정 화폐로 통용된다.
2016년 5월 4일 유럽 중앙은행은 500유로 지폐가 돈세탁, 위조지폐, 탈세, 마약 거래 등 각종 범죄에 악용되고 있는 점과 고액권 특유의 유통상의 문제점과 고액권의 존재로 인한 물가 인상 등을 감안하여 2018년 말부터 500유로 지폐의 발행을 중단하기로 결정했다.  기존의 500유로권은 그대로 사용할 수 있지만 그냥 사용할 수 없으며 8유로 정도의 수수료(500유로권 지폐 처리 비용)를 내고 사용해야 하며 이러한 결정으로 인해 사실상 유로화의 최고액권은 200유로가 되었다.

### 지불어음 상환, 전자 자금 이체
유로존 내부의 모든 거래는 국내거래와 동일한 비용이 든다. 몇몇 유럽중앙은행 지불방법이 달리 적용되기는 하지만 소매지불에서는 동일 비용을 지불해야 한다. 유로존 내의 신용/지불 카드 청구와 ATM기 인출은 마치 국내에서 거래하는 것과 같은 값을 매기게 된다. 유럽 중앙은행은 수표와 같은 종이 화폐의 지불방법을 유럽 공통 표준안으로 확정하지 않았으므로 유로존 내 국가마다 국내 기반을 표준으로 삼는다.
유럽 중앙은행은 많은 유로 거래를 위해 상환과 TARGET이라는 시스템을 설정해 놓았다.

### 통화 기호

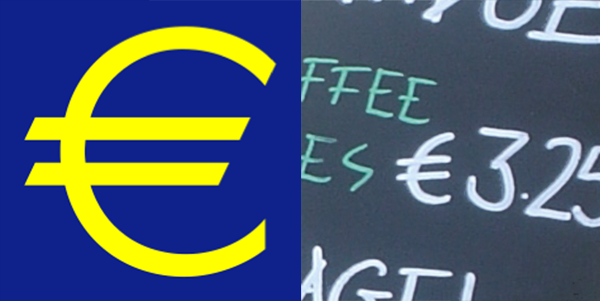
유로 기호; 로고 타입과 손으로 쓴 타입

국민 설문조사를 끝낸 뒤에서야 고안된 특별 유로 통화 기호 (€〈U+20AC〉)는 처음 열 개의 제안을 두 개로 좁힌 뒤에 유럽 위원회가 결정한 최종 도안이다. 마지막으로 선정된 도안은 알레인 빌리에트라는 벨기에 사람이 설계한 것이다. 유로 기호의 디자인 내력에 관한 공식적인 내용은 유럽 공동체의 전 수석 그래픽 디자이너이자 유럽을 상징하는 기호를 만든 아서 아이젠멘저에 의해 논의됐다.
유럽 위원회에 따르면, 그림은 "유럽 문명의 중요성의 기호; 유럽의 E;를 의미하는 그리스 문자인 엡실론과 유로의 안정성을 표현하는 평행선의 조합"으로 되어 있다.
또한 유럽 위원회는 유로 기호 자체에 정확한 비율을 제시함과 동시에 함께 기타 배경의 색조를 명기했다. 위원회가 로고를 그림문자 형태로 공표하게 되면서 문자 디자이너들은 대신 원래 디자인하려 했던 의도를 다른 기호로 표현했다.
통화 기호의 배치는 나라마다 다르다. 유로 기호를 어디에 둘 것인지에 대한 공식 기준은 없다.
최종 선정된 기호의 또다른 이점은 타자기에서 쓰기 쉽다는 점이다. 유로 기호가 없을 때에는 대문자 "C"를 치고 한 글자 역행하여 등호 "="를 치면 유로 기호가 된다.

## 역사

### 도입
| 통화              | 약어 | 환율     | 변동 시기        | EMU            |
| ----------------- | ---- | -------- | ---------------- | -------------- |
| 오스트리아 실링   | ATS  | 13.7603  | 1998년 12월 31일 | 1999년 1월 1일 |
| 벨기에 프랑       | BEF  | 40.3399  | 1998년 12월 31일 | 1999년 1월 1일 |
| 핀란드 마르카     | FIM  | 5.94573  | 1998년 12월 31일 | 1999년 1월 1일 |
| 프랑스 프랑       | FRF  | 6.55957  | 1998년 12월 31일 | 1999년 1월 1일 |
| 독일 마르크       | DEM  | 1.95583  | 1998년 12월 31일 | 1999년 1월 1일 |
| 아일랜드 파운드   | IEP  | 0.787564 | 1998년 12월 31일 | 1999년 1월 1일 |
| 이탈리아 리라     | ITL  | 1936.27  | 1998년 12월 31일 | 1999년 1월 1일 |
| 룩셈부르크 프랑   | LUF  | 40.3399  | 1998년 12월 31일 | 1999년 1월 1일 |
| 모나코 프랑       | MCF  | 6.55957  | 1998년 12월 31일 | 1999년 1월 1일 |
| 네덜란드 휠던     | NLG  | 2.20371  | 1998년 12월 31일 | 1999년 1월 1일 |
| 포르투갈 이스쿠두 | PTE  | 200.482  | 1998년 12월 31일 | 1999년 1월 1일 |
| 산마리노 리라     | SML  | 1936.27  | 1998년 12월 31일 | 1999년 1월 1일 |
| 스페인 페세타     | ESP  | 166.386  | 1998년 12월 31일 | 1999년 1월 1일 |
| 바티칸 시국 리라  | VAL  | 1936.27  | 1998년 12월 31일 | 1999년 1월 1일 |
| 그리스 드라크마   | GRD  | 340.750  | 2000년 6월 19일  | 2001년 1월 1일 |
| 슬로베니아 톨라르 | SIT  | 239.640  | 2006년 7월 11일  | 2007년 1월 1일 |
| 키프로스 파운드   | CYP  | 0.585274 | 2007년 7월 10일  | 2008년 1월 1일 |
| 몰타 리라         | MTL  | 0.429300 | 2007년 7월 10일  | 2008년 1월 1일 |
| 슬로바키아 코루나 | SKK  | 30.1260  | 2008년 7월 8일   | 2009년 1월 1일 |
| 에스토니아 크론   | EEK  | 15.6466  | 2010년 6월 8일   | 2011년 1월 1일 |
| 라트비아 라츠     | LVL  | 0.702804 | 2013년 7월 9일   | 2014년 1월 1일 |
| 리투아니아 리타스 | LTL  | 3.45280  | 2014년 7월 23일  | 2015년 1월 1일 |
| 크로아티아 쿠나   | HRK  | 7.5538   | 2020년 7월 10일  | 2023년 1월 1일 |

유로는 1992년 마스트리흐트 조약의 규정에 의해 설립되었다. 현재 유로를 받아들이려면, 해당 가입국은 반드시 GDP의 예산 적자 3%, GDP의 60%인 부채율에 근접해야하며 낮은 물가상승률과 더불어 이자율이 유럽 연합에 기준에 근접해야 한다.(마스트리흐트 기준) 마스티리흐트 기준에서 영국과 덴마크는 유로 도입으로 유럽 경제통화연합이 창설된 것에 대해 예외를 허용받았다.
유로화 제정에 기여한 경제학자로는 로버트 먼델, 빔 뒤센베르흐, 로버트 톨리슨, 네일 돌링, 프레드 아르디티, 톰마소 파도아스키오파 등이 있다. (거시경제이론에 관한 것은 밑을 볼 것.)
나라마다 유효 숫자와 반올림법에 대한 관행이 다르게 때문에, 각국 통화간 교환 비율을 결정할 때는 반드시 유로화를 거쳐야 했다. 단위 유로화에 각 통화의 확정 환율은 오른쪽 표와 같다. 비율은 1998년 12월 31일의 시장환율을 기초로 하여 유럽 위원회의 권고를 기초로 한 유럽연합 협의회에서 결정되었다. 따라서 1 ECU (유럽 통화 단위)는 1유로와 같다. (유럽 통화 단위는 가입국의 통화를 기반으로 하여 EU에 의해서 책정된다. 오른쪽의 표에 나온 것은 통화가 아니다.) 1998년 12월 31일의 협의회 규칙 2866/98 (EC)에 이 비율이 정해졌다. 유럽 통화 단위는 비(非)유로 화폐(주로 영국 파운드)의 그 날 마감 환율에 따르기 때문에 오전에 정해지는 것이 아니다.
당시만 해도 유로화가 도입된 지 2년이 지난 뒤였으므로 변환절차는 그리스 드라크마와 유로 사이의 전환비율이 차이로 인해 변화 자체가 익숙해져 있었다. 유로 도입 결정 전 대략 1시간 이전에 기존 회원국 11개국에 대한 전환비율이 결정됐던 것에 반해 그리스 드라크마와의 전환 비율은 2000년 6월 19일 위원회 규칙 1478/2000 (EC)에 따라 수 개월 전 미리 수정됐다.
이 통화는 여행자 수표, 전자 송금, 은행업과 같은 물리적이지 않은 형태로 1999년 1월 1일 밤 12시에 도입되었다. 이 때는 참가국(유로존)의 통화들이 국가 화폐로서 남아있는 것을 포기하였기 때문에 서로 간에 대한 환율은 고정 환율로 고정되었는데, 효과적으로 각국의 국가 통화들을 유로의 하위 비십진제의 통화에 불과하게 만들었다. 유로는 곧 유럽 통화 단위(ECU)의 후속 단위가 되었다. 그러나 오래된 통화의 화폐와 주화는 새로운 화폐와 주화가 2002년 1월 1일에 도입될 때까지 법화로 사용되었다.
전환 기간 동안 이전 통화의 지폐와 주화들은 유로의 지폐와 주화로 2002년 2월 28일까지 두달간 교체되었다. 2월 28일은 개별 국가의 통화가 이전까지 누리던 가치를 상실하고 유로가 도입되어 회원국 간에 통용되는 공식적인 날이었다. 이 과정은 2001년 12월 31일 법정 통화로서 독일 마르크의 사용이 중지되면서 독일에서 가장 빨리 진행됐다. 단 교환 가능 기간은 두 달로 정해졌다. 만기일은 2002년 2월 28일이었으며 각국의 통화는 이때부터 각각의 회원국 내 법정 통화로서 사용이 중지됐다. 그러나 공식적인 만기일이 지난 뒤에도 각국의 중앙은행은 짧게는 몇 년부터 길게는 영원히 각국의 통화가 사용되는 후속 조치를 발표했다. 그 대상 국가는 오스트리아, 독일, 아일랜드, 스페인이었다. 가장 빨리 환전 불가능한 주화가 된 것은 포르투갈 이스쿠두였는데, 지폐는 2022년까지 교환이 가능했지만 주화는 2002년 12월 31일 이후부터 화폐 가치를 상실하였다.
슬로베니아는 2007년 1월 1일에 유로존에 가입하였으며 몰타와 키프로스는 2008년 1월 1일에 가입하였다. 슬로바키아는 2009년 1월 1일에 유로존에 가입했다. 에스토니아는 2011년 1월 1일에, 라트비아는 2014년 1월 1일, 리투아니아는 2015년 1월 1일에 가입하였고 크로아티아는 2023년 1월 1일에 가입하였다.

## 직접 및 간접적 사용

### 조폐권과 함께 동의된 직접 사용
유로는 20개 EU 회원국(오스트리아, 벨기에, 크로아티아, 키프로스, 에스토니아, 핀란드, 프랑스, 독일, 그리스, 아일랜드, 이탈리아, 라트비아, 리투아니아, 룩셈부르크, 몰타, 네덜란드, 포르투갈, 슬로바키아, 슬로베니아, 스페인)의 유일한 통화이다. 이들 국가는 "유로존"을 구성하고 있으며, 2018년 기준 약 3억 4300만 명이 거주하고 있다.
경제상황이 허락할 때 EU 회원국을 1개(덴마크)를 제외한 모든 회원국이 가입해야 하는 상황에서 향후 EU 회원국을 포함하여 유로존의 확대는 계속 확대될 예정이다. 유로는 몬테네그로와 코소보, 그리고 몇몇 유럽 미소국가(안도라, 모나코, 산마리노, 바티칸 시국)뿐만 아니라 EU의 일부가 아닌 3개의 프랑스의 해외 영토, 즉 생바르텔레미, 생피에르 미클롱, 프랑스령 남방 및 남극 지역의 유일한 통화이기도 하다. EU 밖에서 유로화를 직접 사용하는 것은 합쳐서 거의 3백만 명의 사람들에게 영향을 미친다.
유로는 1998년부터 쿠바, 2006년부터 시리아, 그리고 2018년부터 베네수엘라에서 무역통화로 사용되고 있다. 유로에 연동된 다양한 통화도 있다(아래 참조). 2009년, 짐바브웨는 자국 통화를 포기하고 유로와 미국 달러를 포함한 주요 통화를 대신 사용했다.

## 경제

### 최적 통화 지역
경제학에서, 최적 통화 지역(optimum currency area/region; OCA 또는 OCR)이란 단일 통화를 적용 지역 내에 도입함으로써 지역 경제의 효율성을 최대한으로 높이는 것을 말한다. 여기에는 두 가지 모델이 있는데, 모두 로버트 먼델이 제안한 것이다. 고정예상모델과 유로에 대한 결론은 아직 먼델이 국제 위험 공유 모델을 지지하기 때문에 결론은 유로를 지지하는 쪽으로 이루어졌다.

### 거래 비용 및 위험
| 1    | 미국 달러           | USD ($)  | 87.62% |
| 2    | 유로                | EUR (€)  | 31.27% |
| 3    | 일본 엔             | JPY (¥)  | 21.56% |
| 4    | 파운드 스털링       | GBP (£)  | 12.78% |
| 5    | 오스트레일리아 달러 | AUD ($)  | 6.94%  |
| 6    | 캐나다 달러         | CAD ($)  | 5.13%  |
| 7    | 스위스 프랑         | CHF (Fr) | 4.78%  |
| 8    | 런민비              | CNY (¥)  | 3.97%  |
| 9    | 스웨덴 크로나       | SEK (kr) | 2.22%  |
| 10   | 멕시코 페소         | MXN ($)  | 2.2%   |
| 11   | 뉴질랜드 달러       | NZD ($)  | 2.06%  |
| 12   | 싱가포르 달러       | SGD ($)  | 1.79%  |
| 13   | 홍콩 달러           | HKD ($)  | 1.73%  |
| 14   | 노르웨이 크로네     | NOK (kr) | 1.67%  |
| 15   | 대한민국 원         | KRW (₩)  | 1.65%  |
| 기타 | 기타                | 기타     | 12.63% |
| 총계 | 총계                | 총계     | 200%   |

단일 통화를 도입할 때 가장 눈에 띄는 이점은 환전 비용을 주고 받지 않아도 된다는 점이다. 때문에 이론적으로는 사업체와 개인이 과거 수익률이 떨어졌던 것을 보완할 수 있게 돕는 역할을 한다. 소비자 입장에서는 유로존 내의 은행들은 전자거래에서 해외 거래와 순수 국내거래에 대한 부담 비용을 똑같이 적용해야 한다. (예를 들면, 신용 카드, 직불 카드, 현금 자동 입출금기의 인출)
유럽 대륙의 금융시장은 과거보다 훨씬 더 유동적이고 유연할 것으로 예상된다. 국경을 넘는 거래 비용의 감소는 더 큰 은행 회사들이 유로존을 넘어 그리고 그 너머에서 경쟁할 수 있는 더 광범위한 은행 서비스를 제공할 수 있게 할 것이다. 그러나, 거래 비용은 감소했지만, 일부 연구는 유로존에서 지난 40년 동안 위험회피가 증가했음을 보여주었다.

### 물가 평형
공통적 유럽 통화의 또 다른 효과는 가격 차이-특별히 가격 수준에서의 차이-의 감소인데 이는 일물일가의 법칙 때문이다. 가격의 차이가 아비트리지(차익)를 막을 수 있는데 상품을 투기목적으로 무역하는 것은 순전히 환차익을 이용하는 것이다. 그러므로, 일반적으로 무역거래되는 상품의 가격은 몇몇 지역에서의 인플레이션과 과도기를 거치는 다른 지역에서의 디플레이션이 중첩되면서 균형가격에 도달하게 된다. 이러한 현상의 증거가 특정 시장에서 관찰되고 있다.

### 거시 경제의 안정
낮은 수준의 인플레이션은 안정적이고 현대적인 경제의 특징이다. 왜냐하면 고수준의 인플레이션은 화폐 주조세와 같이 경제 상황에 오히려 역행하는 세금을 양산할뿐더러 이론적으로 투자를 감소시킬 소지가 있기 때문이다. 그러나 경기 불황 예측이 불거지는 경우에도 대다수의 국가들이 심각한 인플레의 압박을 다루는 데 별다른 대책을 내놓지 못하고 있다. 몇몇 국가들은 성공적으로 거대한 독립 중앙은행을 설립함으로써 인플레이션을 해결할 수 있었다. 이러한 은행들 중 하나가 독일의 분데스뱅크이다. 유럽 중앙은행은 이 분데스뱅크를 모델로 삼아서 세워졌다. 사실 분데스뱅크의 특징은 중앙 정부 정책에 자유로우며 인플레이션을 낮게 유지하는 것을 최우선으로 삼는 데 있다. 회원국들은 저수준의 예상인플레이션과 관련된 거시 경제의 안정화를 즐길 수 있길 바라며, 인플레이션을 낮추기 위해 은행에 참여한다. 미국의 연방준비제도와는 다른 유럽중앙은행은 성장과 고용을 지속할 수 있는 이차적 목표가 존재하지 않는다.
유로 단위를 도입한 국가와 회사의 채권은 이전 통화단위로 되어 있는 채권보다 유동적이고 세율도 낮다. 유동자산의 세율 증가폭이 채권의 명목이자율보다 낮다고 해도 더 큰 역할을 수행한다는 데 이견은 있지만 저수준의 인플레이션을 동반한 통화 단위의 채권으로 될 것이다. 인플레이션 수준을 낮추기 위한 확실한 위임과, 안정 부채는 높은 수준의 인플레이션과 미래에 낮은 명목이자율 하에서 나오는 채무를 허락하는 등의 실패로 인하여 채무 가격이 서서히 손상되는 위험을 감소시킨다.

### 새로운 준비 통화
유로는 주된 국제 준비 통화로 성장하면서 미국 달러(USD)가 누리던 지위를 함께 영위하고 있다. 미국 달러는 여전히 전 세계 중앙 은행과 대부분 상업체에서 보유하는 국제 준비 통화이다.
유로는 도입 후 미국 달러 뒤를 이어 국제적으로 제2의 준비 통화가 되었다. 독일 마르크의 과거 지위를 물려받은 유로는 달러를 대체할 만큼 화폐 가치가 높아졌다. 유로 화폐와 주화가 2002년 1월에 도입됨에 따라 2002년에 4.4%의 가파른 증가를 보였다.
유로가 가까운 장래에 최초의 국제 준비 통화가 될 가능성이 경제학자들 사이에서 널리 논의되고 있다. 전 미국 연방준비제도 이사회 이사장인 앨런 그린스펀은 2007년 9월을 기점으로 유로가 서서히 달러를 제치고 세계 제1의 국제적 준비 통화로 거듭날 것이라 주장하였다. 그는 “유로가 달러를 넘어 세계 제1의 준비 통화나 달러와 동등한 위치의 준비 통화가 될 것이라고 본다.”라고 말하였다.
또한 최근 미국 달러의 약세로 인해 다양한 정당이 달러 대신 유로로 준비 통화를 늘리고 있다는 의견도 있다. 2007년 하반기 준비 통화로서의 유로는 25.6%의 기록을 보였다. (2006년 대비 0.8% 증가) 그러나 달러화의 경우 64.8%로 2006년의 기록에 비해 1.3% 떨어졌다. 2007년 말까지, 준비 통화중 유로의 비율은 26.4%까지 올랐다. 하지만 달러의 비율은 1999년 이래 가장 낮은 수치인 63.8%로 하락하였다.
| v • d • e • h          | 2018                  | 2017   | 2016   | 2015   | 2014   | 2013   | 2012   | 2011   | 2010   | 2009   | 2008   | 2007   | 2006   | 2005   | 2004   | 2003   | 2002   | 2001   | 2000   | 1999   | 1998   | 1997   | 1996   | 1995   |
| 미국 달러              | 61.69%                | 62.72% | 65.36% | 65.74% | 65.17% | 61.27% | 61.50% | 62.69% | 62.24% | 62.15% | 63.77% | 63.87% | 65.04% | 66.51% | 65.51% | 65.45% | 66.50% | 71.51% | 71.13% | 71.01% | 69.28% | 65.10% | 61.98% | 58.96% |
| 유로(1998년까지는 ECU) | 20.69%                | 20.16% | 19.14% | 19.15% | 21.21% | 24.21% | 24.06% | 24.44% | 25.76% | 27.70% | 26.21% | 26.14% | 24.99% | 23.89% | 24.68% | 25.03% | 23.65% | 19.18% | 18.29% | 17.90% | 1.30%  | 6.07%  | 7.08%  | 8.53%  |
| 독일 마르크            |                       |        |        |        |        |        |        |        |        |        |        |        |        |        |        |        |        |        |        |        | 13.79% | 14.48% | 14.67% | 15.75% |
| 프랑스 프랑            |                       |        |        |        |        |        |        |        |        |        |        |        |        |        |        |        |        |        |        |        | 1.62%  | 1.44%  | 1.85%  | 2.35%  |
| 네덜란드 휠던          |                       |        |        |        |        |        |        |        |        |        |        |        |        |        |        |        |        |        |        |        | 0.27%  | 0.35%  | 0.24%  | 0.32%  |
| 일본 엔                | 5.20%                 | 4.90%  | 3.96%  | 3.75%  | 3.55%  | 3.82%  | 4.09%  | 3.61%  | 3.66%  | 2.90%  | 3.47%  | 3.18%  | 3.46%  | 3.96%  | 4.28%  | 4.42%  | 4.94%  | 5.04%  | 6.06%  | 6.37%  | 6.24%  | 5.77%  | 6.71%  | 6.77%  |
| 영국 파운드 스털링     | 4.43%                 | 4.53%  | 4.34%  | 4.72%  | 3.70%  | 3.99%  | 4.04%  | 3.84%  | 3.94%  | 4.25%  | 4.22%  | 4.82%  | 4.52%  | 3.75%  | 3.49%  | 2.86%  | 2.92%  | 2.70%  | 2.75%  | 2.89%  | 2.66%  | 2.58%  | 2.68%  | 2.11%  |
| 중국 런민비            | 1.89%                 | 1.23%  | 1.07%  |        |        |        |        |        |        |        |        |        |        |        |        |        |        |        |        |        |        |        |        |        |
| 캐나다 달러            | 1.84%                 | 2.03%  | 1.94%  | 1.78%  | 1.75%  | 1.83%  | 1.43%  |        |        |        |        |        |        |        |        |        |        |        |        |        |        |        |        |        |
| 오스트레일리아 달러    | 1.62%                 | 1.80%  | 1.69%  | 1.77%  | 1.60%  | 1.82%  | 1.46%  |        |        |        |        |        |        |        |        |        |        |        |        |        |        |        |        |        |
| 스위스 프랑            | 0.15%                 | 0.18%  | 0.17%  | 0.27%  | 0.24%  | 0.27%  | 0.21%  | 0.08%  | 0.13%  | 0.12%  | 0.14%  | 0.16%  | 0.17%  | 0.15%  | 0.17%  | 0.23%  | 0.41%  | 0.25%  | 0.27%  | 0.23%  | 0.33%  | 0.35%  | 0.24%  | 0.32%  |
| 기타                   | 2.48%                 | 2.44%  | 2.34%  | 2.83%  | 2.79%  | 2.80%  | 3.21%  | 5.33%  | 4.27%  | 2.88%  | 2.20%  | 1.83%  | 1.81%  | 1.74%  | 1.87%  | 2.01%  | 1.58%  | 1.31%  | 1.49%  | 1.60%  | 4.50%  | 3.86%  | 4.48%  | 4.87%  |
|                        | 출처: 국제 통화 기금: |        |        |        |        |        |        |        |        |        |        |        |        |        |        |        |        |        |        |        |        |        |        |        |

통화를 교역하기에 잘 발달된 금융 시장, 다른 사람들의 이용성, 안정성이 입증될 경우 통화는 국제 교역에 적합하다는 것에 대해 인정받게 된다. 유로가 상당한 진전을 이뤘지만 몇 가지 어려움으로 주요 준비 통화로서의 발전이 디뎠다. 일부 국가의 과도한 예산 부족, 경제 불황, 금융시장의 보호주의 등이 아직 유로가 미국 달러의 통화에 이어 두 번째로 남아 있는 주된 요인이다. 그러나 이와 동시에 미국 달러는 쌍둥이 적자로 크게 고통을 받고 있는 상황이다.
유로가 새로운 준비 통화로 거듭나자 유로존의 정부는 상당한 이익을 맛보고 있다. 화폐는 통화 소유주가 정부에 발행한 이자가 없는 대부금이기 때문에 다른 나라의 준비 통화는 조폐에 있어 보조금의 역할을 한다. 다만 준비 통화의 가치가 너무 높아져 유럽의 수출업자들에게 피해를 입히게 된다. 더욱이 유로를 상당량 보유하고 있는 외부적 요인으로 인해 잠재적으로 유럽 경제가 위험에 노출되므로 준비 통화의 지위는 위험을 감수해야 하는 처지이기도 하다.

### 평가
유럽 일부 국가의 국수주의적인 정당들은 유로가 유럽회의주의에 해당되는 사안이라 주장하면서 도입 자체를 반대하고 있다. 이 그룹들 가운데 단연 선두에 있는 정당은 유럽 의회의 독립민주당이다. 잉글랜드와 웨일스의 녹색당은 반세계화를 내세우며 유로 도입을 반대하고 있으나 이 당을 제외한 유럽 의회의 모든 유럽 녹색당 연맹은 뜻을 같이 하지 않는다.
유로 도입을 반대하는 정당의 시각에서 보면 EMU에 참가하는 국가들은 유럽 연합에서 하달하는 금융 정책을 수행하는 데 급급할 뿐이다. 유럽 중앙은행이 국익에 치우치지 않는 정책을 따를 것을 요구하고 있기에 이러한 비판이 전혀 개연성이 없는 것은 아니다. 또한 EMU에 대해 부정적인 시각을 갖고 있는 수많은 사람들은 의회에서 계속적인 영향력을 잃게 되면서 유로에 반대하는 조직의 참여적 이익을 공동으로 제시해야 한다고 믿고 있다.
유로존의 재정 정책을 보증하기 위해 맺은 "안정과 성장에 관한 협약"(Stability and Growth Pact)은 유로를 지지한다. 하지만 안정 및 성장에 관한 협약은 해당 국가 정부가 자국 경제를 융통성있게 다룰 능력을 박탈하고 있으며 지금은 재정 정책을 초국가적으로 결정하고 있을 뿐이라는 비판을 받고 있다. 일부 회원국이 이 협약을 따르지 못하고 자국내 경제 문제를 겪을 가능성이 있기 때문에 앞으로 협약이 개정될 가능성이 있다.

## 환율

### 변동 환율
ECB는 환율보다는 이자율을 목표로 삼고 있으며 일반적으로 외국환율시장에 개입하지 않는다. 이는 중앙은행이 (자본통제 없이) 이자율과 환율 목표를 동시에 유지할 수 없다는 것을 시사하는 먼델-플레밍 모형의 함축성 때문이다. 이는 통화공급의 증가는 통화의 감가상각을 낳기 때문이다. 단일 유럽 의정서 이후 몇 년 동안, EU는 자본시장을 자유화했고, ECB는 통화 정책으로서 물가안정목표제를 목표로 삼고 있기 때문에, 유로화의 환율체제는 변동적이다.

### 다른 주요 통화들과 비교
유로는 미국 달러에 이어 두 번째로 널리 보유된 준비 통화이다. 1999년 1월 4일 도입 후 다른 주요 통화에 대한 환율이 2000년에 최저 환율(5월 3일 vs 파운드 스털링, 10월 25일 vs 미국 달러, 10월 26일 vs 일본 엔)로 떨어졌다. 그 후 이것은 회복되었고 환율은 2008년(7월 15일 vs 미국 달러, 7월 23일 vs 일본 엔, 12월 29일 vs 파운드 스털링)에 역사적인 최고점에 도달했다. 
- 32개의 다른 통화 대비 현재 및 과거 환율 (유럽 중앙은행): 링크

## 정치적 고려 사항
유로의 도입에 대한 경제적 동기 외에, 유로의 창조는 또한 유럽 시민들 간의 더 긴밀한 정체성을 조성하기 위한 방법으로서 부분적으로 정당화되었다. 이 목표에 대한 진술은 예를 들어 1998년 빔 다위센베르흐 유럽중앙은행 총재, 2000년 로랑 파비위스 프랑스 재무장관, 2002년 로마노 프로디 유럽위원회 위원장에 의해 이루어졌다. 그러나, 유로가 도입된 지 15년이 지난 지금까지 유럽 정체성에 대한 공통의 감각에 긍정적인 영향을 미쳤다는 증거는 발견되지 않았다(그리고 유로가 부정적인 영향을 미쳤다는 증거도 발견되지 않았다).

## 언어학적인 문제
통화의 공식 명칭은 큰 단위는 "euro"이고 작은 단위(100이하)의 명칭은 "cent"이다. 이는 대부분의 유로존 언어에서 공식적으로 쓰이는 명칭인데, 이 명칭은 복수 형태에서도 바뀌지 않는다. 이 스타일은 언어 구조와 충돌을 일으키기도 한다. 그러나 영어를 보면, 유럽 연합의 번역 서비스인 번역에 관한 일반 이사회의 권고에는 일반 공공으로 여겨지는 비법률적인 문서에는 복수형을 "euros"와 "cents"로 사용해야 한다고 되어 있다.

## 같이 보기
- 통화 동맹
- 유로로 대체된 통화들 목록

### 주해
1. ↑  북키프로스는 튀르키예 리라를 사용한다
2. ↑  가장 바깥쪽 영역인 프랑스령 기아나, 과들루프, 마르티니크, 마요트, 레위니옹, 생바르텔레미, 생마르탱), 그리고 생피에르 미클롱 포함
3. ↑  유럽의 일부만이 유럽 연합의 일부이며 유로를 사용한다. 2011년에 카리브 네덜란드는 미국 달러를 도입하였다. 퀴라소, 신트마르턴, 아루바 등은 자국 통화를 가지고 있으며, 이 통화들은 달러에 고정되어 있다.
4. ↑  2023년 1월 1일자로 유로존 가입
5. ↑  몬테네그로와 유로를 보시오
6. ↑  각 거래에는 두 나라의 서로 다른 통화가 포함되므로 모든 통화의 총 백분율 점유율은 100 %가 아니라 200 %입니다..

## 추가 참고 도서 목록
- Bartram, Söhnke M.; Taylor, Stephen J.; Wang, Yaw-Huei (May 2007). “The Euro and European Financial Market Dependence”. 《Journal of Banking and Finance》 51 (5): 1461–1481. SSRN 924333.
- Bartram, Söhnke M.; Karolyi, G. Andrew (October 2006). “The Impact of the Introduction of the Euro on Foreign Exchange Rate Risk Exposures”. 《Journal of Empirical Finance》 13 (4–5): 519–549. doi:10.1016/j.jempfin.2006.01.002. SSRN 299641.
- Baldwin, Richard; Wyplosz, Charles (2004). 《The Economics of European Integration》. New York: McGraw Hill. ISBN 978-0-07-710394-1.
- Buti, Marco; Deroose, Servaas; Gaspar, Vitor; Nogueira Martins, João (2010). 《The Euro》. Cambridge: Cambridge University Press. ISBN 978-92-79-09842-0.
- Jordan, Helmuth (2010). “Fehlschlag Euro”. Dorrance Publishing. 16 September 2010에 원본 문서에서 보존된 문서. 2011년 1월 28일에 확인함.

- Simonazzi, A.; Vianello, F. (2001). 〈Financial Liberalization, the European Single Currency and the Problem of Unemployment〉.   Franzini, R.; Pizzuti, R.F. 《Globalization, Institutions and Social Cohesion》. Springer. ISBN 978-3-540-67741-3.